# Seznam naravnih rezervatov v Sloveniji
Seznam strogih naravnih rezervatov v Sloveniji:
- Iški morost (IUCN Ia)
- Barje Ledina (IUCN Ia) - na Jelovici
- Ribniki v dolini Drage (IUCN Ia)
- Goriški mah (IUCN Ia)
- Strajanov breg (IUCN Ia)
- Rastišče Rakitovca (IUCN Ia) - Središče ob Dravi

Seznam naravnih rezervatov v Sloveniji:
- Blato na Jelovici	ali Za Blatom na Jelovici
- Dolina Triglavskih jezer
- Golaki in Smrekova draga - botanična lokaliteta, mrazišče in gozdni rezervat v Trnovskem gozdu
- Goriški mah
- Gozdni rezervat Boč
- Gozdni rezervat Bukovžlak
- Gozdni rezervat Kozlerjeva gošča - barski gozd na Ljubljanskem barju
- Gozdni, delno pragozdni rezervat Boč - Plešivec (Boč / Plešivec)
- Gozdni rezervat Šumik - gozdni rezervat ob Lobnici na Pohorju
- Greben Smrekovec-Komen
- Hrastov gozd v Krakovem pri Kostanjevici (Krakovski gozd)
- Naravni rezervat Huda luknja, Špehovka, Pilanca
- Izvir Save - Zelenci
- Jezerc pri Logatcu
- Log pod Mangartom: sestoj črnega bora
- Mala Pišenca pri Kranjski gori
- Mali Rožnik (tudi Rakovnik; krajinski park Tivoli, Rožnik in Šišenski hrib)
- Melišče pod Planjavo
- Meljski hrib
- Morež: južna pobočja
- Mostec
- Naravni rezervat Zlatoličje
- Naravni rezervat Bukov vrh
- Naravni rezervat Lahinjske luge
- Naravni rezervat Mali plac -  v bližini kraja Bevke na Ljubljanskem barju
- Naravni rezervat Nerajske luge
- Naravni rezervat Struga
- Naravni rezervat Strunjan
- Notranjski Snežnik
- Obrež
- Orlek - Orleška draga
- Pragozd Trdinov vrh in Pragozd Ravna gora na Gorjancih
- Pragozd Pečke
- Rastišče rumenega sleča
- Rezervat Ormoško jezero
- Škocjanski zatok - v neposredni bližini Kopra